# TAV Airports
TAV Airports Holding (тур. TAV Havalimanları Holding A.Ş., Tepe-Akfen-Ventures) — совместное предприятие, созданное в 1997 году группами компаний Tepe и Akfen, а также Airport Consulting Vienna. На 2010 год TAV Airports являлась ведущим оператором аэропортов в Турции — в соответствии со статистикой пассажирских перевозок от DHMI. Аэропорты, принадлежащие или управляемые TAV Airports Holding, обслуживают приблизительно 420 тысяч рейсов и перевозят в среднем 48 млн пассажиров в год. За 2012 год компания заработала 753 миллионов евро; с 23 февраля 2007 года акции TAV котируются на Стамбульской фондовой бирже под сокращением «TAVHL».

## История и статус
В 1997 году две строительные группы — Тепе и Акфен — получили контракт на расширение и модернизацию аэропорта Стамбула имени Ататюрка; для реализации этого проекта они основали совместного предприятие, получившее сокращённое название «TAV». В 2003 году, после завершения строительных работ в Стамбуле, фирма продолжила своё существование.
В октябре 2011 года компания TAV Airports Holding была выставлена на продажу за 2 млрд евро — швейцарский банк Crédit Suisse был выбран ответственным за тендерный процесс. Спустя пять месяцев, 12 марта 2012 года, TAV объявила о плановой продаже 38 % выпущенного акционерного капитала компании группе «Aéroports de Paris» за 874 млн долларов США. Цена продажи была определена исходя из 32%-й премии к последней цене компании на бирже. В сумме, две компании ежегодно обслуживают 180 миллионов пассажиров в 37 аэропортах по всему миру. Председатель совета директоров TAV Airports Хамди Акин и главный исполнительный директор Сани Шенер продолжили выполнять свои обязанности и при новых владельцах.
В январе 2015 года TAV Airports Holding выиграла тендер на проект в объёме 1,1 млрд долларов США, предусматривающий увеличение пропускной способности международного аэропорта Бахрейна с нынешних 4 до 14 миллионов человек в год. По плану на его строительство новых объектов и реконструкции уже имеющейся инфраструктуры потребуется 51 месяц.
В октябре 2015 года TAV Airports выиграла конкурс на 20-летнюю аренду аэропорта Миляс-Бодрум: общая цена аренды должна была составить 717 миллионов евро за весь период. В конце 2015 года TAV вышла на американский рынок, выиграв конкурс на организацию беспошлинной торговли в терминалах международного аэропорт Хьюстона «Интерконтинентал имени Джорджа Буша».
В январе 2016 года Сани Седер — генеральный директор TAV Airports Holding — объявил о намерении компании войти и на иранский рынок. По состоянию на август 2016 года, TAV вела переговоры с кубинским правительством о создании консорциума — вместе с французской компанией Bouygues — для расширения и управления Международным аэропортом Хосе Марти в Гаване. Эта сделка, в случае её успешного заключения, будет также включать в себя и развитие аэропорта Сан-Антонио-де-лос-Баньос.

## Виды деятельности
Основная деятельность фирмы заключается в управлении Стамбульским аэропортом имени Ататюрка (одним из самых загруженных воздушных хабов в Европе), Международным терминалом аэропорта Анкара Эсенбога и международными терминалами целого ряда других аэропортов на разных континентах (аэропорт Измени Аднан Мендерес, аэропортом Анталья Газипаша, Тбилисским аэропорт, Международным аэропорт Батуми, Международным аэропортом Монастир Хабиб Бургиба и ряд других).
TAV также участвует в иных сферах деятельности, связанных с авиационными перевозками: беспошлинная торговля, продукты питания и напитки на борту, наземное обслуживание, информационные технологии в авиации, безопасность на воздушном транспорте — а также оказывает эксплуатационные услуги другим компаниям. Аэропорты, принадлежащие или управляемые TAV Airports Holding, обслуживают приблизительно 420 тысяч рейсов и перевозят в среднем 48 млн пассажиров в год.

## Финансы
В 2010 году 55 % консолидированных доходов фирмы TAV Airports Holding являлись «неавиационными» (приходились на другие виды деятельности). Всего же в тот год компания заработала 753 миллионов евро консолидированного дохода. С 23 февраля 2007 года акции TAV котируются на Стамбульской фондовой бирже под сокращением «TAVHL».

## Аэропорты TAV
| Страна             | Город    | Аэропорт                                                      | Прим.                                                 |  |
| ------------------ | -------- | ------------------------------------------------------------- | ----------------------------------------------------- |  |
| Грузия             | Батуми   | Международный аэропорт Батуми                                 |                                                       |  |
| Грузия             | Тбилиси  | Международный аэропорт Тбилиси                                |                                                       |  |
| Казахстан          | Алматы   | Международный аэропорт Алматы                                 |                                                       |  |
| Латвия             | Рига     | Международный аэропорт Рига                                   |                                                       |  |
| Саудовская Аравия  | Медина   | Международный аэропорт имени короля Мохаммеда бин Абдул-Азиза |                                                       |  |
| Северная Македония | Скопье   | Международный аэропорт Скопье                                 |                                                       |  |
| Северная Македония | Охрид    | Международный аэропорт имени Святого Апостола Павла           |                                                       |  |
| Тунис              | Энфида   | Международный аэропорт Энфида — Хаммамет                      |                                                       |  |
| Тунис              | Монастир | Международный аэропорт Монастир имени Хабиба Бургибы          |                                                       |  |
| Турция             | Аланья   | Аэропорт Аланья-Газипаша                                      |                                                       |  |
| Турция             | Анкара   | Аэропорт Анкара-Эсенбога                                      |                                                       |  |
| Турция             | Бодрум   | Аэропорт Миляс-Бодрум                                         |                                                       |  |
| Турция             | Измир    | Аэропорт имени Аднана Мендереса                               |                                                       |  |
| Турция             | Стамбул  | Стамбульский аэропорт имени Ататюрка                          | лучший аэропорт за 2016 год по версии Air News Awards |  |
| Хорватия           | Загреб   | Международный аэропорт Загреб имени Франьо Туджмана           |                                                       |  |